# 1992年バルセロナオリンピックのオーストラリア選手団
1992年バルセロナオリンピックのオーストラリア選手団（1992ねんバルセロナオリンピックのオーストラリアせんしゅだん）は、1992年7月25日から8月9日にかけてスペインのカタルーニャ州バルセロナで開催された1992年バルセロナオリンピックのオーストラリア選手団、およびその競技結果。

## 概要
今大会は金メダル7個、銀メダル9個、銅メダル11個の合計27個のメダルを獲得した。

## メダル
| メダル | 選手名                                                                                        | 競技   | 種目                      |
| ------ | --------------------------------------------------------------------------------------------- | ------ | ------------------------- |
| 金     | キーレン・パーキンス                                                                          | 競泳   | 男子1500m自由形           |
| 金     | キャスリン・ワット                                                                            | 自転車 | 女子個人ロードレース      |
| 銀     | キーレン・パーキンス                                                                          | 競泳   | 男子400m自由形            |
| 銀     | グレン・ハウスマン                                                                            | 競泳   | 男子1500m自由形           |
| 銀     | ヘイリー・ルイス                                                                              | 競泳   | 女子800m自由形            |
| 銀     | ゲリー・ネイワンド                                                                            | 自転車 | 男子スプリント            |
| 銀     | シェーン・ケリー                                                                              | 自転車 | 男子1000mタイムトライアル |
| 銀     | ブレット・エイトケン ステファン・マッグレード ショーン・オブライエン スチュアート・オグレディ | 自転車 | 男子4000m団体追い抜き     |
| 銀     | キャスリン・ワット                                                                            | 自転車 | 女子3000m個人追い抜き     |
| 銅     | ティム・フォーサイス                                                                          | 陸上   | 男子走高跳                |
| 銅     | ダニエラ・コスティアン                                                                        | 陸上   | 女子円盤投                |
| 銅     | フィル・ロジャース                                                                            | 競泳   | 男子100m平泳ぎ            |
| 銅     | ヘイリー・ルイス                                                                              | 競泳   | 女子400m自由形            |
| 銅     | ニコール・スティーブンソン                                                                    | 競泳   | 女子200m背泳ぎ            |
| 銅     | サマンサ・ライリー                                                                            | 競泳   | 女子100m平泳ぎ            |
| 銅     | スーザン・オニール                                                                            | 競泳   | 女子200mバタフライ        |
| 銅     | レイチェル・マッキラン ニコル・ブラドケ                                                       | テニス | 女子ダブルス              |